# BLACKstreet
BLACKstreet je americká R&B skupina, jež byla založena v roce 1991 v New Yorku. Zakládajícími členy skupiny byli Teddy Riley (Guy) a Chauncey Hannibal. Poté se členmi stali i Levi Little a Chauncey Hannibal.

## Historie
Debutovali písní „Baby Be Mine“, která se objevila na soundtracku komedie CB4, kterou produkovala společnost Universal Pictures.
Singl se umístil až na #13 příčku v žebříčku Bubbling Under Hot 100 Singles, o to víc byl úspěšný v Hot R&B/Hip-Hop Songs, kde se dostal na 17. pozici. Jejich přelomovým hitem byla píseň „No Diggity“, která se dostala na #1 příčku popového a R&B žebříčku magazínu Billboard. Na vokálech v této písni se objevil Dr. Dre a Queen Pen.

## Členové skupiny

### Současní členové
- Teddy Riley
- Dave Hollister
- Mark Middleton
- Eric Williams

### Bývalí členové
- Joseph Stonestreet
- Levi Little
- Chauncey Hannibal
- Terrell Phillips
- Sherman "J-Stylz" Tinsdale

## Diskografie

### Alba
- 1994: Blackstreet - #52 U.S.
- 1996: Another Level - #3 U.S.
- 1999: Finally - #9 U.S.
- 2003: Level II - #14 U.S.
- 2003: No Diggity: The Very Best of Blackstreet
- 2011: TBA